# Публій Плавцій Прокул
Пу́блій Пла́вцій Проку́л (лат. Publius Plautius Proculus; IV століття до н. е.) — політичний, державний та військовий діяч Римської республіки, консул 328 року до н. е.

## Біографія
Походив із плебейського роду Плавціїв. Про батьків, його дитячі роки відомостей немає.
328 року до н. е. його було обрано консулом, разом із Публієм Корнелієм Скапулою. Під час їхнього консулату Римська республіка війни не вела, із значущих подій окрім виводу колонії до Фрегелли.
З того часу про подальшу долю Публія Плавція Прокула згадок немає.